# Модерат из Кадиса
Не путать с Луцием Юнием Модератом Колумеллой — древнейшим писателем о сельском хозяйстве, жившим в Кадисе в I веке.
Модера́т из Кадиса (др.-греч. Μοδέρατος, лат. Moderatus; I в., Кадис) — философ-неопифагореец, живший во второй половине I века.
Модерат написал большой труд «Пифагорейские учения» в 11 кн., до наших дней не дошедший; отрывки из него приводятся у позднейших авторов. Модерат пытается показать, что последователи Пифагора ничего не дополнили к взглядам учителя, но лишь позаимствовали и переработали его. Он прямо обвиняет Платона, Аристотеля и других членов Древней Академии в плагиате у пифагорейцев. По его словам, те присвоили себе все выводы пифагорейской школы, «изменив в них разве что самую малость», а всё самое дешёвое, пошлое и удобное для осмеяния выдали за подлинную суть пифагорейского учения, чем обрекли его на упадок и забвение.
Иоанн Стобей в своих «Эклогах» приводит фрагмент текстов Модерата.
Учение Модерата рассматривает Гегель:
Древние [мыслители] явно сознавали, что число находится посередине между чувственным и мыслью. Согласно Аристотелю («Метафизика», I, 5), Платон говорил, что помимо чувственного и идей посередине между ними находятся математические определения вещей; от чувственного они отличаются тем, что они невидимы (вечны) и неподвижны, а от идей — тем, что они суть нечто множественное и сходное, между тем как идея лишь всецело тождественна с собой и внутренне едина. — Более подробное, основательно продуманное рассуждение об этом Модерата из Кадиса приводится в Malchi vita Pythagorae ed. Ritterhus, p. 30 и ел.: то, что пифагорейцам пришла в голову мысль обратиться к числам, он объясняет тем, что они еще не были в состоянии ясно постигнуть разумом основные идеи и первые принципы, потому что трудно мыслить и выразить эти принципы; при преподавании числа хорошо служат для обозначения; пифагорейцы, между прочим, подражали в этом геометрам, которые, не умея выражать телесное в мысли, применяют фигуры и говорят, что это — треугольник, требуя, чтобы не принимали за треугольник предлежащий чертеж, а лишь представляли себе с его помощью мысль о треугольнике. Так, например, пифагорейцы выразили как единицу (Ems) мысль о единстве, тождественности и равенстве, а также основание согласия, связи и сохранения всего, основание тождественного с самим собой и т. д. — Излишне заметить, что пифагорейцы перешли от выражения в числах и к выражению в мыслях, к определенно названным категориям равного и неравного, границы и бесконечности; уже относительно указанного выше выражения в числах сообщается (там же, в примечаниях к стр. 31 цитированного издания, взятых из «Leben des Pythagoras» bei Photius, p. 722), что пифагорейцы проводили различие между монадой и единицей; монаду они принимали за мысль, а единицу — за число; и точно так же число два они принимали за арифметическое выражение, а диаду (ибо таково, видимо, то название, которое оно у них носит) — за мысль о неопределенном.

## Сочинения
- Модерат из Гадиры. Фрагменты и свидетельства // Scholae. Философское антиковедение и классическая традиция. 2009. Т. 3. № 1. С. 73-90.